# Гордана Комад Арсенијевић
Гордана Комад Арсенијевић (познатија под уметничким именом Дода Комад) је модни дизајнер и редовни професор на Факултету примењених уметности у Београду, где је и сама дипломирала 1979. године на одсеку Савремено одевање у класи професорке Анђелке Слијепчевић. Магистрирала је 1989. године. Бави се дизајном обуће, одеће и модних детаља. Своје радове је излагала у земљи и иностранству. Има веома успешну каријеру о којој сведоче многобројна признања и награде. Њена прва изложба ауторске колекције под називом Омнибус одржана је 1984. године на Факултету драмских уметности. На Belgrade Fashion Week-у 2012. године изложила је колекцију под називом Острво, инспирисану острвима Медитерана, структуром стена, као и флором и фауном. Имала је и веома успешну сарадњу са брендом St.George.

## Модне ревије
- Ауторска колекција »Острво«, 32. Belgrade Fashion Week, 2012.
- Ауторска колекција »Меропс«, 30. BFW, 2011.;
- Колективна модна ревија најпрестижнијих српских модних дизајнера, 30. BFW, 2011.;
- Колективна модна ревија »Сећања«, 29. BFW, 2011.;
- Ауторска колекција »Друга страна улице«, 28. BFW, 2010.;
- Ауторска колекција »Пешчаник«, 26. BFW, 2009.;
- Колективна модна ревија »Снови 1001 ноћи«, 25. BFW, 2009.;
- Ауторска колекција »Звуци докова«, 24. BFW, 2008.;
- Ауторска колекција »Одраз«, 22. BFW, 2007.;
- Ретроспективна ревија српске моде, 20. BFW, 2006.;
- Ауторска колекција »Кућа лутака«, 17. BFW, 2005.;
- Ауторска колекција »Анонимус«, 20. BFW, 2006.;
- Ауторска колекција »Тако несавршена«, 14. BFW, 2003.;
- Комерцијална колекција »Мала дама«, Атеље 212, 2002.;
- Колективна ревија »Гламур«, 10. BFW, 2001.;
- Колективна ревија поводом јубилеја модне агенције Click, Калемегдан 2001.;
- Колекција »Аутопортрет« (»за St. George«), 8. BFW, 2000.;
- Комерцијална колекција »Хармонија контраста«(за »St. George«), Сарајево, Скопље, 2000.;
- Комерцијална колекција »Сусрет« (за St. George), Атеље 212, Београд, Москва, Скопље и Нови Сад, 2000.;
- Комерцијална колекција »Клавир“,(за St. George), 6. BFW, Београд, Сарајево, Скопље, Нови Сад, Бања Лука, 1999.;
- Комерцијална колекција »Прелаз«, (Трикотажа »Бети«, Бездан), 25. међународни сајам одевања, Beograd, 1999.;
- Комерцијална колекција трикотаже, хотел Hyatt, 1998.;
- Ауторска колекција »Жан Ебитерн«, (модни салон Пепељуга), 3. BFW, 1997.;
- Комерцијална колекција (модни салон Пепељуга), јесењи сајам моде у Београду, 1997.;
- Колекција трикотаже (за St. George), јесењи сајам моде у Београду, 1996.;
- Комерцијална колекција (Таратекс, Бајина Башта), 31. сајам моде у Београду, 1991.;
- Ауторска колекција »Омнибус«, Факултет драмских уметности, СКЦ, 1984.

## Награде
- ELLE FASHION AWARD, 30.BFW, 2011.;
- ВЕЛИКА ПЛАКЕТА Универзитета уметности са повељом, 2010.;
- БАЗАРТ награда за изузетну стилизацију и ликовност колекције, 28. BFW, 2010.;
- Специјално признање БАЗАРТ за изузетно висок ниво ликовног приступа моди, 20. BFW, 2006.;
- БАЗАРТ награда за најуспешнијег модног дизајнера на 14. BFW, 2003.;
- Награда ПРСТЕН ЗЛАТНИ ПАУН за најбољу колекцију на Међународном сајму одевања Београд, 1999.;
- ПОВЕЉА ФПУ са сребрењаком за изузетан допринос развоју ове високошколске установе, 1998.;
- ПЛАКЕТА УЛУПУДС-а, Међународни сајам одевања, Београд, 1997.;
- ПЛАКЕТА УЛУПУДС-а, Међународни сајам одевања, Београд, 1996.;
- ЗЛАТНА КОШУТА - Међународни сајам одевања, Београд, 1996.;
- ПЛАКЕТА УЛУПУДС-а, Међународни сајам одевања, Београд, 1991.

## Самосталне изложбе
- Мануфактура БЕ, галерија Палета, Културни центар Београда, 1992.;
- Путовање, Галерија Сингидунум, Београд, 1993.

## Колективне изложбе
- Изложбе модних детаља, BFW, 2007, 2006, 2005, 2002, 2001.;
- Ретромода 1996–2006, BFW Genex Impuls hol, 2006.;
- RELOAD, галерија Озон, Београд, 2006.;
- ТИСО, Музеј примењене уметности, Београд, 1998.;
- 30. mајска изложба УЛУПУДС-а, »Цвијета Зузорић«, Београд, 1998.;
- Рециклирани текстил. Галерија Сингидунум, Београд, 1998.;
- 38. октобарски салон, Музеј 25. мај, Београд,1997.;
- Предлози за авангардни модни детаљ, Мала галерија Сингидунум, Београд, 1996.;
- Модни цртеж, Галерија Сингидунум, Београд, 1995.;
- 27. мајска изложба УЛУПУДС - а, Музеј 25. мај, Београд, 1995.;
- Магично црно, Галерија Сингидунум, Београд 1994.;
- Фигурација у текстилу, Мала галерија Сингидунум, Београд,1994.;
- 35. октобарски салон, Музеј 25. мај, Београд, 1994.;
- Акцесориум, Мала галерија Сингидунум, Београд, 1994.;
- 34. октобарски салон, Музеј 25. мај, Београд, 1993.;
- ТИСО, Музеј 25. мај, Београд,1992.;
- Уметност текстила, Мала галерија Сингидунум, Београд,1991.;
- 22. мајска изложба, »Цвијета Зузорић«, Београд, 1990.;
- Београд инспирација уметника, Културни центар Београда, 1988.;
- Ликовни март 1987, галерија Сингидунум, Београд, 1987.;
- 17. мајска изложба УЛУПУДС- а, »Цвијета Зузорић«, Београд, 1985.;
- Ликовни март 1984, Галерија Сингидунум, Београд 1984.;
- Нови чланови УЛУПУДС-а, Дом културе Студентски град, Београд, 1983.;
- Златно перо Београда, »Цвијета Зузорић«, Београд, 1982.;
- Златно перо Београда, »Цвијета Зузорић«, Београд, 1981.;
- Златно перо Београда, Музеј примењене уметности, Београд, 1980.;
- Јубилеј ФПУД, »Цвијета Зузорић«, Београд, 1978.